# Escándalo de Dragacol
El escándalo de Dragacol fue un caso de corrupción que se presentó por la contratación entre el entidades del gobierno colombiano y la empresa Sociedad de Dragados y Construcciones de Colombia y del Caribe S.A (Dragacol), en marzo de 1999.

## Casos de corrupción
En uno de los casos, el Ministerio de Transporte pagaron 1224 millones de pesos colombianos por la draga "Josefina" cuando dicha maquinaria estaba supuestamente embargada, pero en realidad estaba siendo operada para realizar otro contrato en Cartagena de Indias. Dragacol no cumplió con los contratos para la ejecución de dragados en el canal de acceso al puerto de Barranquilla, al río Magdalena y al canal de acceso del puerto de Buenaventura.
Se descubrió también que existieron fallas en la conciliación laboral por cerca de 26 mil millones de pesos entre el Ministerio de Trabajo y Dragacol, firmada el 6 de noviembre de 1998. Fue denunciado en el Congreso de Colombia por el senador Javier Cáceres Leal. Más de 30 funcionarios fueron investigados a raíz de estos hechos.
Un fallo de la Sección Cuarta del Consejo de Estado ordena el embargo de las dragas y otras naves de Dragacol, para lo cual oficia al director general Marítimo de la Armada de la República de Colombia (Dimar). De los 26 mil millones se debieron pedir según el Consejo de Estado, una suma que no excediera los 4.000 millones de pesos. Se embargaron las cuentas corrientes y de ahorros en entidades financieras que figuren a nombre de Dragacol y declaró responsable solidario al exministro Mauricio Cárdenas basándose en el inciso segundo del artículo 40 de la ley 472 de 1998. La decisión de vincular al exministro fue posteriormente revocada por la Corte Constitucional.

## Investigados
Las siguientes personas fueron investigadas por el escándalo de dragacol.
- Alfonso Campo Soto, actuando como ministro encargado, autorizó el contrato 0098 del 11 de mayo de 1995 para el dragado y limpieza del río Magdalena por 6.794 millones de pesos colombianos.

- Juan Gómez Martínez, El 27 de diciembre de 1995 autorizó un otrosí para incrementar en un 30% el valor del anticipo del contrato 0098. Ocurrió lo mismo en el caso de los contratos 0234 del 20 de octubre de 1994 por 7.464 millones de pesos colombianos, y el 286 con el gobernador del Valle del Cauca, Germán Villegas, por 7.500 millones de pesos colombianos.
- Carlos Hernán López y Rodolfo Espinosa, autorizaron el contrato 217 del 17 de noviembre de 1996 el cual estipulaba el mantenimiento del canal de acceso al Puerto de Barranquilla por 400 millones de pesos colombianos.

- Rodrigo Marín Bernal, inició una conciliación con Dragacol por cerca de 3.8 billones de pesos.

- Mauricio Cárdenas Santamaría, autorizó la conciliación cuando Dragacol pretendía demandar al Estado ante el Tribunal de Cundinamarca, pero luego se retractó y pidió anularla.[2]

- Reginaldo Bray. Gestionó la conciliación a nombre de Dragacol, de la que era gerente y dueño. Después de 10 años que duró todo el proceso 13 jueces vieron el caso, algunos de los cuales se declararon impedidos para juzgar, Bray fue declarado inocente al no haber una "prueba contundente" por un Juzgado Tercero Penal del Circuito de Bogotá acusado del delito de peculado por apropiación de 17 mil millones de pesos colombianos.[3][4][5] La decisión fue apelada y radicada en el juzgado tercero penal del circuito de Bogotá donde será sustentada el próximo 13 de enero de 2009 cuando se reinicien los términos suspendidos actualmente por vacancia judicial.[6]

- Juan Alberto Páez, entonces viceministro de Transporte participó el comité de conciliación.

- Hugo Escobar, fue abogado de Dragacol, cuando se firmó la conciliación.